# Петрик Анатолій Степанович
Анатолій Степанович Петрик (нар. 7 грудня 1963, с. Струсів, Теребовлянський район, Тернопільська область, УРСР) — колишній радянський та український футболіст, захисник та півзахисник. Зараз — тренер.

## Кар'єра гравця
Анатолій Петрик народився 7 грудня 1963 року в селі Струсів Теребовлянського району Тернопільської області. Вихованець Стрийської ДЮСШ міськвно. Перші тренери — Олексій Петрович Кухар та Петро Васильович Довбуш. Потім закінчив Львівський державний спортивний інтернат, де його тренували Ярослав Дмитрасевич, Едвард Козинкевич та Олександр Данилюк
Першим клубом молодого гравця став дрогобицький «Авангард», у складі якого Анатолій виступав у сезоні 1982/83 років. Наступний сезон він провів вже у складі «Спартака» (Самбір). У 1984 році переходить до львівського «СКА-Карпати», але того року у футболці львів'ян так і не зіграв жодного поєдинку. У пошуках постійної ігрової практики приєднується до хмельницького «Поділля», де одразу ж стає ключовим гравцем захисної данки хмельницької команди. У футболці «Поділля» Петрик виступав у 1985—1986 роках, за цей час у другій лізі чемпіонату СРСР відіграв 49 матчів та забив 3 м'ячі.
У 1987 році Анатолій Петрик повертається до львівського «СКА-Карпати», але зігравши лише 4 матчі в першій лізі чемпіонату СРСР переходить до рівненського «Авангарду», де одразу стає ключовим гравцем команди. У складі «Авангарду» виступав з 1988 по 1991 роки. За цей час у футболці рівненської команди відіграв 170 матчів та забив 3 м'ячі. У 1992—1993 роках захищав кольори стрийської «Скали», яка на той час виступала в першій лізі чемпіонату України. За стрийську команду в чемпіонаті України зіграв 56 матчі та забив 2 м'ячі, ще 5 матчів Анатолій відіграв у кубку України.
У 1993 році Анатолій втретє переходить до львівської команди та виступає в ній до 1998 року. У складі «„Карпат“» дебютував 8 серпня 1993 року в матчі проти столичного «Динамо». Загалом у складі «зелено-білих» у чемпіонатах України зіграв 108 матчів, забив 1 м'яч. 12 матчів Анатолій відіграв за «Карпати» у кубку України. У складі львів'ян у сезоні 1993/94 років відіграв 2 матчі в Кубку володарів кубків УЄФА. Як гравець «Карпат» став фіналістом кубку України 1993 року та бронзовим призером чемпіонату України сезону 1997/98 років. Також у сезоні 1997/98 років відіграв 24 поєдинки за першоліговий фарм-клуб «зелено-білих», «Карпати-2».
У 1998—1999 роках виступав у складі друголігового ужгородського «Закарпаття», у складі якого в національному чемпіонаті зіграв 25 поєдинків, ще 4 матчі у складі закарпатців провів у кубку України. У 1999 році відіграв 12 матчів (1 гол) у чемпіонаті та 3 гри кубку України у складі дрогобицької «Галичини».
У 2000 році повернувся до Львова, де виступав за місцеве «Динамо». Кольори львівських динамівців захищав до 2002 року. За цей час у чемпіонатах України зіграв 43 поєдинки, ще 5 матчів у складі клубу відіграв у кубку України. Завершував кар'єру професійного гравця у стрийській «Скалі», кольори якої захищав з 2002 по 2003 роки. За цей період у чемпіонатах України відіграв 31 матч, ще 1 матч у складі стрийської команди зіграв у кубку України.
Після завершення кар'єри професійного гравця з 2003 по 2005 роки виступав за футзальний клуб «Етанол» (с. Сторонибаби)

## Кар'єра тренера
Паралельно з виступами у футзальному клубі «Етанол» розпочинає й тренерську кар'єру. З 2004 по 2006 роки працює тренером у ДЮСШ «Скала» (Моршин), а в 2007—2008 роках — у ФК «Трускавці». З липня 2008 по червень 2009 років працював на різних посадах у ФК «Львові». З липня 2009 по червень 2010 був тренером клубу ФК «Львів-2». З липня 2010 по 15 травня 2015 років працював у стрийській Скалі: спочатку на посаді тренера, потім — виконувачем обов'язків головного тренера. З липня 2013 року знову працює тренером у ДЮСШ «Скала» (Моршин). А з січня 2021 року тренує команду ФК "Скала - 1911", яка змагається на обласному рівні .

## Досягнення
- Вища ліга чемпіонату України
  -  Бронзовий призер (1): 1997/98

- Кубок України
  -  Володар (1): 1993

## Особисте життя
Закінчив Львівський державний університет фізичної культури.